# Hydroxid měďnatý
Hydroxid měďnatý je sloučenina mědi, která je zde přítomna v oxidačním čísle II. Jeho vzorec je Cu(OH)2. Hydroxid měďnatý je bledě modrá rosolovitá látka. Některé formy hydroxidu měďnatého jsou prodávány jako stabilizovaný hydroxid měďnatý, ale pravděpodobně je to směs uhličitanu měďnatého CuCO3 a hydroxidu. Mají často zelenější barvu.

## Chemické vlastnosti

### Slučování
Hydroxid měďnatý může být připraven přidáním malého množství hydroxidu sodného do roztoku síranu měďnatého. Při této reakci vznikne sraženina, často ale pojme velké množství nečistot z hydroxidu sodného a čistější produkt se dá získat, když se předem přidá do roztoku chlorid amonný. Alternativně se dá hydroxid měďnatý snadno připravit elektrolýzou vody obsahující hydrogenuhličitan sodný jako elektrolyt. Je používána měděná anoda, často z kovového odpadu.
Měď na vlhkém vzduchu získává kalně zelený povlak. Tento zelený materiál je směs Cu(OH)2 a CuCO3.
2Cu(s) + H2O(g) + CO2(g) + O2(g) → Cu(OH)2 + CuCO3
Je to měděnka, která se tvoří na bronzových a jiných měděných slitinách (např. střechách).

## Použití
Hydroxid měďnatý se používá jako fungicid. Jako účinná látka je obsažen např. v přípravcích FUNGURAN - OH 50 WP, CHAMPION 50 WP nebo KOCIDE 2000.